# 돌팡구지
돌팡구지는 대한민국 경기도 부천시에 위치한 선사시대의 청동기 거석기념물이다.
납작하고 짤막한 받침돌을 양편에 세우고, 그 위에 평평한 덮개돌(또는 뚜껑돌)을 덮은 청동기시대 부족장의 무덤인 침존형(일명 남방식) 고인돌(덮개돌)로 보이는 큰 바위이다. 남북 길이가 4m, 동서가 2m로 상단 표면에 다산과 풍요를 기원하기 위한 성혈(性穴)이 있다.
10월 추수감사제로 경기도 지방에서 행해지는 마을의 공동제사인 장말도당굿을 거행할 때 이 돌팡구지는 큰당(웃당)에 해당된다. 돌팡구지 옆에는 도당굿을 할 때 제사를 드리는 당집이 있다.